# Goulien
Goulien (bretonisch Goulien) ist eine französische Gemeinde mit 440 Einwohnern (Stand 1. Januar 2022) im Département Finistère.

## Lage
Der Ort befindet sich im Südwesten der Bretagne nahe der Atlantikküste auf der Halbinsel Cap Sizun. Quimper liegt 35 Kilometer südöstlich, Brest 38 Kilometer nördlich und Paris etwa 520 Kilometer östlich (Angaben in Luftlinie).

## Verkehr
Bei Quimper und Châteaulin befinden sich die nächsten Abfahrten an der Schnellstraße E 60 (Brest-Nantes) und Regionalbahnhöfe an der überwiegend parallel verlaufenden Bahnlinie.
Der Bahnhof von Brest ist Endpunkt des TGV Atlantique nach Paris und die Flughäfen Aéroport de Brest Bretagne nahe Brest und Aéroport de Lorient Bretagne Sud bei Lorient sind die nächsten Regionalflughäfen.

## Bevölkerungsentwicklung
| Jahr                       | 1962 | 1968 | 1975 | 1982 | 1990 | 1999 | 2007 | 2017 |
| Einwohner                  | 721  | 667  | 617  | 566  | 512  | 428  | 416  | 433  |
| Quellen: Cassini und INSEE |      |      |      |      |      |      |      |      |

## Sehenswürdigkeiten
- Kirche Saint-Goulven
- Menhir Lannourec, Monument historique
- Stèles de Kerdalaun in Goulien, Monument historique

Siehe auch: Liste der Monuments historiques in Goulien

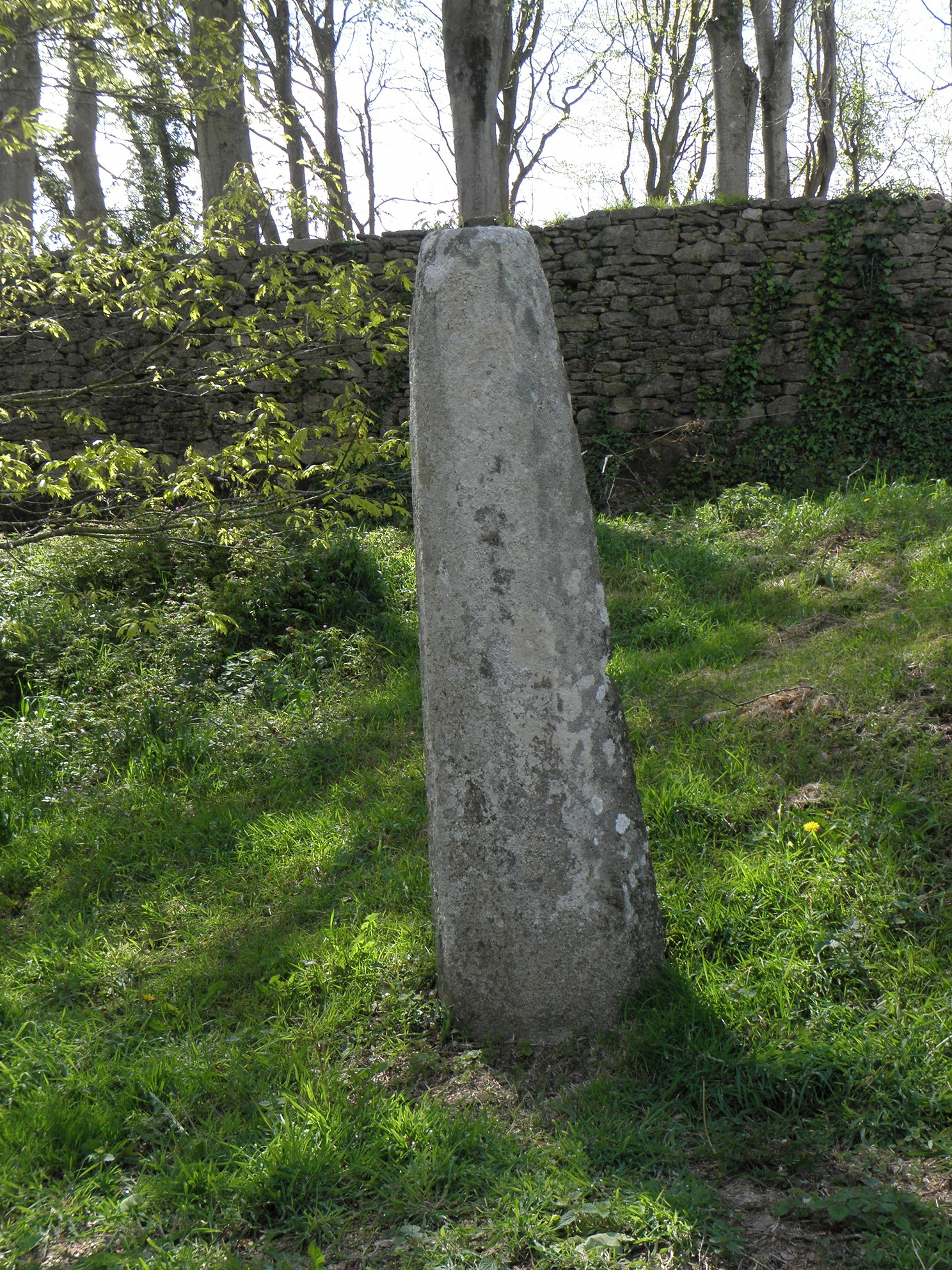
Menhir Lannourec
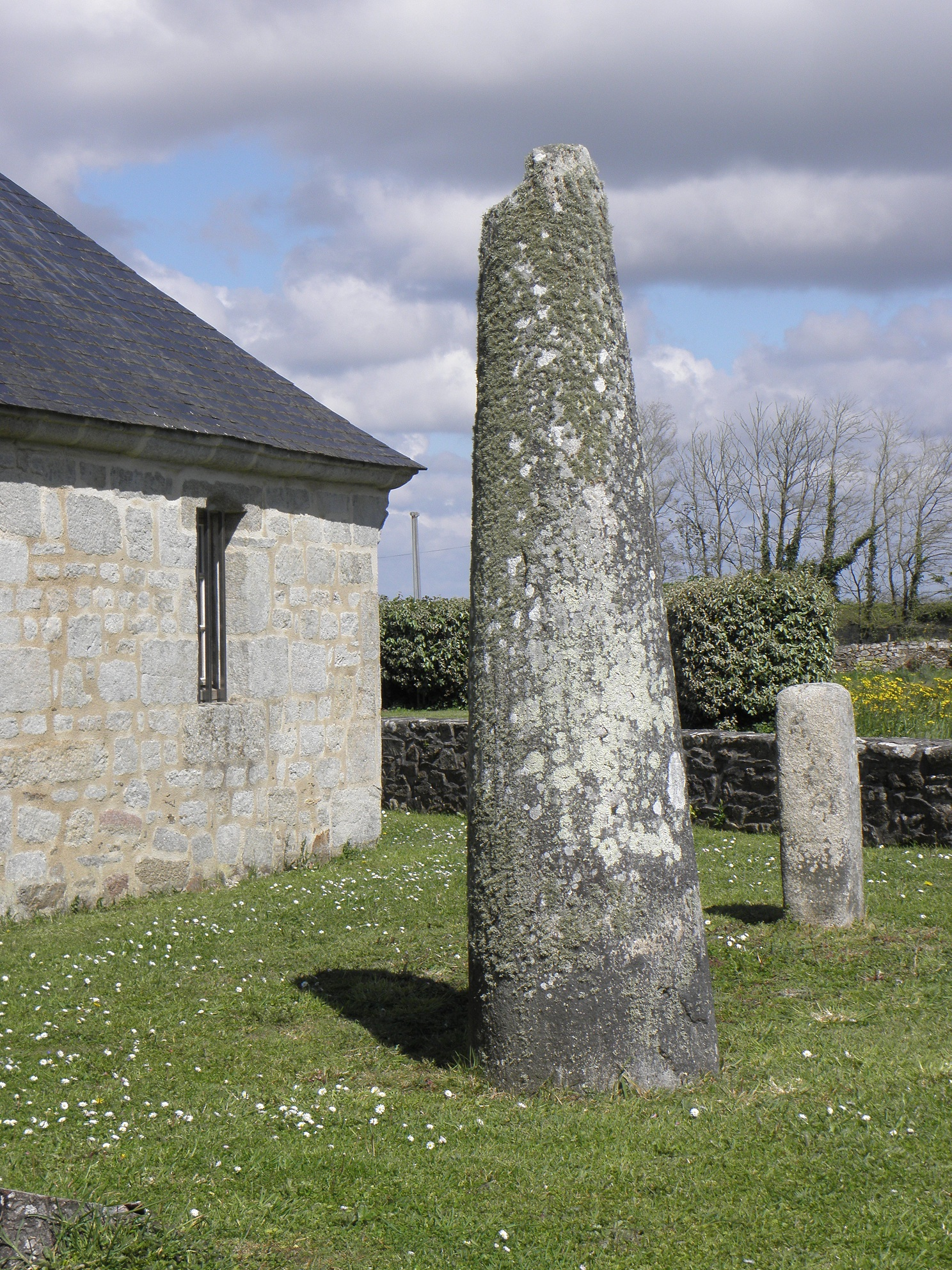
Stèles de Kerdalaun